# 奥古斯托塞韦罗
奥古斯托塞韦罗（葡萄牙語：Augusto Severo）又稱大坎波（Campo Grande），是巴西北大河州的一个市镇。总面积896.962平方公里，总人口9108人，人口密度10.2人/平方公里。